# 1477
El 1477 (MCDLXXVII) fou un any comú començat en dimecres del calendari julià.

## Esdeveniments
Països Catalans
Resta del món
- Cristòfor Colom viatja a Islàndia i comença a pensar en el seu viatge cap a les Índies.

## Naixements
Països Catalans
Resta del món
- 25 de gener: Nantes: Anna de Bretanya, reina de França i duquessa de Bretanya (m. 1514).[1]

## Necrològiques
Països Catalans
Resta del món
- Carles I de Borgonya, dit el temerari.